# Onans
Onans és un municipi francès situat al departament del Doubs i a la regió de Borgonya - Franc Comtat. L'any 2007 tenia 369 habitants.

## Demografia

### Població
El 2007 la població de fet d'Onans era de 369 persones. Hi havia 139 famílies de les quals 28 eren unipersonals (12 homes vivint sols i 16 dones vivint soles), 49 parelles sense fills i 62 parelles amb fills.
La població ha evolucionat segons el següent gràfic:
Habitants censats

### Habitatges
El 2007 hi havia 158 habitatges, 141 eren l'habitatge principal de la família, 11 eren segones residències i 6 estaven desocupats. 151 eren cases i 4 eren apartaments. Dels 141 habitatges principals, 133 estaven ocupats pels seus propietaris, 4 estaven llogats i ocupats pels llogaters i 3 estaven cedits a títol gratuït; 2 tenien dues cambres, 9 en tenien tres, 26 en tenien quatre i 104 en tenien cinc o més. 122 habitatges disposaven pel capbaix d'una plaça de pàrquing. A 55 habitatges hi havia un automòbil i a 75 n'hi havia dos o més.

### Piràmide de població
La piràmide de població per edats i sexe el 2009 era:
| Homes | Edats   | Dones |
| ----- | ------- | ----- |
| 0     | 95 o +  | 1     |
| 1     | 90 a 94 | 2     |
| 0     | 85 a 89 | 3     |
| 1     | 80 a 84 | 5     |
| 4     | 75 a 79 | 4     |
| 5     | 70 a 74 | 5     |
| 7     | 65 a 69 | 8     |
| 13    | 60 a 64 | 13    |
| 10    | 55 a 59 | 9     |
| 16    | 50 a 54 | 9     |
| 17    | 45 a 49 | 12    |
| 17    | 40 a 44 | 19    |
| 10    | 35 a 39 | 11    |
| 10    | 30 a 34 | 10    |
| 6     | 25 a 29 | 6     |
| 6     | 20 a 24 | 8     |
| 24    | 15 a 19 | 17    |
| 13    | 10 a 14 | 9     |
| 5     | 5 a 9   | 9     |
| 6     | 0 a 4   | 11    |

## Economia
El 2007 la població en edat de treballar era de 247 persones, 183 eren actives i 64 eren inactives. De les 183 persones actives 172 estaven ocupades (101 homes i 71 dones) i 11 estaven aturades (6 homes i 5 dones). De les 64 persones inactives 26 estaven jubilades, 23 estaven estudiant i 15 estaven classificades com a «altres inactius».

### Ingressos
El 2009 a Onans hi havia 142 unitats fiscals que integraven 369,5 persones, la mediana anual d'ingressos fiscals per persona era de 19.651 €.

### Activitats econòmiques
Dels 9 establiments que hi havia el 2007, 2 eren d'empreses de fabricació d'altres productes industrials, 1 d'una empresa de construcció, 1 d'una empresa de comerç i reparació d'automòbils, 1 d'una empresa de transport, 1 d'una empresa immobiliària, 1 d'una empresa de serveis i 2 d'empreses classificades com a «altres activitats de serveis».
Dels 3 establiments de servei als particulars que hi havia el 2009, 1 era un taller de reparació d'automòbils i de material agrícola, 1 lampisteria i 1 saló de bellesa.
L'any 2000 a Onans hi havia 4 explotacions agrícoles.

## Equipaments sanitaris i escolars
El 2009 hi havia una escola maternal integrada dins d'un grup escolar amb les comunes properes formant una escola dispersa.

## Poblacions més properes
El següent diagrama mostra les poblacions més properes.